# Started from the Bottom
Singles de Drake
Right Here
(2013) No New Friends
(2013)
Started from the Bottom est une chanson de l'artiste rap canadien Drake, publié en tant que premier single issue de son troisième album studio, Nothing Was the Same. La chanson a été produite par Mike Zombie. En avril 2013, le titre a été certifié disque de platine en se vendant à plus de 1 000 000 d'exemplaires aux États-Unis.

## Liste des pistes
| 1. | Started from the Bottom | 2:53 |

## Classement hebdomadaire
| Classement (2013)               | Meilleure position |
| ------------------------------- | ------------------ |
| Belgique (Flandre Ultratip 100) | 50                 |
| Belgique (Wallonie Ultratip 50) | 40                 |
| Canada (Hot 100)                | 36                 |
| États-Unis (Hot 100)            | 6                  |
| États-Unis (R&B/Hip-Hop Songs)  | 2                  |
| États-Unis (Rap Songs)          | 2                  |
| France (SNEP)                   | 56                 |
| Pays-Bas (Single Top 100)       | 91                 |
| Royaume-Uni (UK Singles Chart)  | 25                 |
| Royaume-Uni (UK R&B Chart)      | 5                  |

## Historique de sortie
| Pays       | Date            | Format                 | Label              |
| ---------- | --------------- | ---------------------- | ------------------ |
| États-Unis | 6 février 2013  | Téléchargement digital | Cash Money Records |
| États-Unis | 12 février 2013 | Diffusion radio        | Cash Money Records |